# Chasseurs de Dragons
Chasseurs de Dragons é um filme franco-alemão-luxemburgo de animação de 2008, dirigido por  Arthur Qwak e Guillaume Ivernel. Foi baseado na série Dragon Hunters.

## Elenco
- Patrick Timsit - Gwizdo
- Vincent Lindon - Lian-Chu
- Marie Drion - Zoé
- Philippe Nahon - Lord Arnold
- Amanda Lear - Gildas
- Jeremy Prevost - Hector
- Jean-Marc Lentretien - Mamular

### Elenco americano
- Rob Paulsen - Gwizdo
- Forest Whitaker - Lian-Chu
- Mary Mouser - Zoé
- Nick Jameson - Lord Arnold
- Jess Harnell - Gildas
- Dave Wittenberg - Hector

### 1ª dublagem
- Gwizdo - Marcelo Campos
- Lian Chu - Antônio Moreno
- Zoé - Flora Paulita
- Lorde Arnold - Sidney Lilla
- Gildas - Élcio Sodré
- Hector - Wendel Bezerra
- Vozes adicionais: Carlos Silveira, César Marchetti, Ivo Roberto, Marcelo Pissardini, Mauro Castro e Vágner Fagundes
- Direção de dublagem: Wendel Bezerra
- Estúdio de dublagem: Álamo, São Paulo
- Mídia: Cinema/DVD/Blu-ray/Televisão/Netflix

### 2ª dublagem
- Gwizdo - Dani Esteves
- Lian Chu - Leo Rossi
- Hector - Rodrigo Polla
- Vozes adicionais: Conrado Sotero, Daniela Cavagis, Dani Esteves, Gabi Elias, Nelma Nunes, Sérgio Cavazzoni e Washington Poppi
- Estúdio de dublagem: Cinedub/Marmac Group, São Paulo
- Mídia: Televisão (HBO Family)

### 3ª dublagem
- Gwizdo - Paulo Cavalcante
- Lorde Arnold - Gileno Santoro
- Vozes adicionais: Alex Minei, Francisco Freitas, Raphael Camacho e Raul Schlosser
- Estúdio de dublagem: Luminus, São Paulo
- Mídia: Televisão (Cartoon Network)